# Svami Šivananda
Šivananda Sarasvati (ali Svami Šivananda), hinduističen duhovni učitelj ter zagovornik joge in vedante, * 8. september 1887, Pattamadai, Tamil Nadu, Indija, † 14. julij 1963, Rishikesh, Uttarakhand, Indija. Rodil se je kot Kuppuswami v Pattamadaiju v okrožju Tirunelveli indijske zvezne države Tamil Nadu. Študiral je medicino in pred vstopom v samostansko življenje več let kot zdravnik služil v britanski Maleziji. Večino svojega življenja je živel v bližini Muni Ki Reti, Rišikeš na severu Indije. 
Leta 1936 je ustanovil Društvo božanskega življenja (DLS), kasneje pa še Gozdno akademijo Joga-Vedanta (1948). Napisal je skoraj 300 različnih knjig o jogi, vedanti ter o podobnih temah. Kot sedež organizacije DLS je ustanovil Šivananda Ašram, in sicer na bregu reke Ganges v kraju Sivanandanagar, 3 kilometre iz Rišikeša .   

Bodi dober, delaj dobro. Bodi prijazen. Bodi sočuten.

Šivananda joga je oblika joge, ki jo je po navodilih Šivanande po svetu razširil njegov učenec Višnudevananda Sarasvati. Številni Šivananda Joga-Vedanta  centri po svetu danes nadaljujejo delo, ki ga je začel Višnudevananda. Ti centri sicer niso povezani z ašrami Šivanandove organizacije DLS. 

## Življenjepis

### Zgodnje življenje
Swami Šivananda, rojen kot Kuppuswamy, se je rodil v prvih jutranjih urah četrtka 8. septembra 1887, in sicer vasi Pattamadai na bregu reke Tamraparni v okrožju Tirunelveli, Tamil Nadu . Njegov oče, Šri PS Vengu Iyer, zaposlen kot davčni uslužbenec, je bil zelo velik privrženec bhakti čaščenja Šive (Šiva Bhakta). Njegova mati Šrimati Parvati Ammal pa je prav tako bila zelo religiozna ženska. Kuppuswamy je bil tretji in zadnji otrok svojih staršev.  
Kot otrok je kazal naravno nagnjenost k služenju vsem živim bitjem. Večkrat se je na primer vrnil domov brez kosov svojih oblačil, saj jih je daroval potrebnim ljudem. Bil je zelo aktiven in perspektiven, tako v akademiji kot v gimnastiki. V Tanjoreju je obiskoval medicinsko šolo, ki jo je opravil z odliko. V tem obdobju je vodil tudi zdravniški časopis z naslovom Ambrosia . Po diplomi je deset let kot zdravnik delal v britanski Maleziji. Slovel je po posebno srčni in zavzeti skrbi za revne bolnike ter se je sčasoma začel zavedati, da medicina zdravi le na površni ravni. To dognanje in notranja želja po spiritualnem delu sta ga leta 1923 pripravila do tega, da je zapustil Malezijo in se vrnil v Indijo, kjer je nadaljeval svoje duhovno iskanje. 

### Iniciacija
Po vrnitvi v Indijo je leta 1924 prišel v Rišikeš, kjer je kmalu spoznal svojega bodočega guruja Višvanando Sarasvatija. Le-ta ga je iniciiral v red Sannjase, ter mu dodelil njegovo samostansko ime; celotno slovesnost je vodil Višnudevananda, mahant (opat) ašrama Šri Kailas.  Po iniciaciji se je Šivananda potopil v intenzivne duhovne prakse, vendar je hkrati tudi nenehno skrbel za revne in bolne. Slovel je po svoji preprostosti, predanosti in srčnosti. Leta 1927 je s pomočjo denarja, ki ga je prejel iz zavarovalne police, ustanovil dobrodelni dispanzer blizu mostu Lakshman Jhula, kar je številnim brezdomcem ter pomoči potrebnim ljudem omogočilo lahek dostop do njegove pomoči.  

### Potovanja
Po nekaj letih življenja v Rišikešu se je Šivananda odpravil na obsežno romanje in prepotoval Indijo po dolžini in širini. Med potovanji je predaval, vodil Sankirtane in pel Bhajane. Zaradi svojega energičnega širjenja sporočil joge in vedante je postal znan kot "Svami Propagandananda". 

### Ustanovitev Družbe božanskega življenja (DLS)
Šivananda je leta 1936 na bregu reke Ganges ustanovil Družbo božanskega življenja, eden od glavnih namenov katerega je bilo brezplačno deljenje duhovne literature.  Med njegovimi zgodnjimi učenci je bil Satjananda Sarasvati, ustanovitelj Satjananda Joge . 
Leta 1945 je ustvaril ajurvedsko lekarno in organiziral Svetovno federacijo religij.  Svetovno federacijo sadhujev je ustanovil leta 1947, gozdno akademijo Joga-Vedanta pa leta 1948.  Svojo jogo je poimenoval Joga sinteze, kajti združuje štiri joge hinduizma (karmo, bhakti, džnana ter radža jogo), katere glavni stebri so delovanje, predanost, znanje in meditacija. 

### Samadhi (smrt)
Swami Šivananda je umrl 14. julija 1963 v svojem Kutirju na bregu Gangesa v Sivanandanagarju, kjer je vstopil v Mahasamadhi (odhod samouresničenega svetnika iz njegovega vozila - telesa). 

## Učenci
Dva glavna učenca Šivanande, ki sta prevzela tudi organizacijske ter vodstvene vloge znotraj DLS, sta bila Čidananda Sarasvati ter Krišnananda Sarasvati. Oba sta svoje vloge prevzela po imenovanju s strani Šivanande, in sicer Čidananda leta 1963 za predsednika DLS ter Krišnananda leta 1958 za generalnega sekretarja DLS. Oba sta svoje funkcije opravljala do smrti, in sicer Čidananda do leta 2008, Krišnananda pa do 2001. 
Učenci Šivanande, ki so ustanovili svoje organizacije, so med drugim: 
- Činmajananda Sarasvati
- Džjotirmadžananda Sarasvati, predsednik Fundacije za raziskovanje joge, Miami, ZDA
- Sahadžananda Sarasvati, duhovni vodja Društva božanskega življenja Južne Afrike
- Satčidananda Sarasvati, ustanovitelj Integralne joge po svetu [12]
- Satjananda Sarasvati, ustanovitelj šole Bihar joga [13]
- Šivananda Radha Sarasvati, ustanoviteljica Yasodhara Ašrama v Kanadi
- Venkatesananda Sarasvati
- Višnudevananda Sarasvati, ustanovitelj centrov Šivananda Joga Vedanta [14]

## Dela
Kot  zelo plodovit pisatelj je Šivananda v svojem življenju napisal 296 knjig s široke palete področij: metafizike, joge, vedante, religije, zahodne filozofije, psihologije, eshatologije, likovne umetnosti, etike, izobraževanja, zdravja, izrekov, pesmi, poslanic, avtobiografij, biografij, zgodb, dram, sporočil, predavanj, dialogov, esejov in antologij. 
Njegove knjige z vseh teh področij so se bolj kot na širjenje teoretičnega znanja osredotočale na praktično uporabo jogijske filozofije in psihologije.
Mnogo njegovih knjige je dostopnih na spletni strani Društva božanskega življenja.